# Necrophobic
Necrophobic — шведская блэк-дэт-метал-группа, основанная в 1989 году барабанщиком Joakim Sterner и гитаристом David Parland. Состав участников группы постоянно менялся вокруг этой пары, пока не появился гитарист Martin Halfbahn, до издания дебютного альбома The Nocturnal Silence в 1993 году. В качестве тизера ко второму альбому Darkside (1997) был издан мини-альбом Spawned by Evil (1996). Третий альбом The Third Antichrist (1999), как и предыдущие релизы, был издан на шведском лейбле Black Mark Production. На четвёртом альбоме Bloodhymns (2002) группа сменила лейбл на нидерландский Hammerheart Records, благодаря чему записи группы впервые оказались на американских прилавках.

## Состав

### Текущий состав
- Йоаким Стернер — ударные (1989-настоящее время)
- Alex Friberg — бас-гитара (2008-настоящее время)
- Андерс Стокирк — вокал (1992—1994; 2014-настоящее время)
- Себастиан Рамстедт — гитара (1996—2011; 2016-настоящее время)
- Johan Bergebäck — гитара (2001—2011; 2016-настоящее время)

### Бывшие участники
- Robert Sennebäck — гитара (2011—2013)
- Johan Bergebäck — гитара (2001—2011)
- Sebastian Ramstedt — гитара (1996—2011)
- Martin Halfdan — гитара (1993—2000)
- Tobias Sidegård — бас-гитара (1991—2007), вокал (1994—2013)
- Joakim Stabel — бас-гитара (1991)
- Stefan Zander — бас-гитара, вокал (1989—1990)
- David Parland — гитара (1989—1996, 2000—2001)
- Stefan Harrvik — бас-гитара (1989—1991), вокал (1989—1993)

## Дискография

### Демозаписи
- Slow Asphyxiation — (1990)
- Retaliation — (1990)
- Unholy Prophecies — (1991)

### Мини-альбомы
- The Call (1993)
- Spawned by Evil (1996) [3]
- Tour EP 2003 (2003)

### Альбомы
- The Nocturnal Silence (1993)
- Darkside (1997)
- The Third Antichrist (1999)
- Bloodhymns (2002)[4]
- Hrimthursum (2006)[5][6]
- Death to All (2009)[7]
- Womb Of Lilithu (2013)
- Mark Of The Necrogram (2018)
- Dawn of the Damned (2020)[8]
- In The Twilight Grey (2024)

### Прочее
- Satanic Blasphemies — Compilation — (2008) [9]
- Satanic Blasphemies — Boxed Set — (2008)